# Коллинз, Энди
Энди Коллинз (англ. Andy Collins; родился 15 июня 1961) — британский кинооператор.
Дебютировал в 1987 году, был оператором на фильмах британских режиссёров Колма Виллы и Марка Хермана. Наиболее известен по лентам «Голосок» и «Дело — труба».
В 2000 году был номинирован в категории «Лучшая работа оператора» премии Британской академии кино и телевизионных искусств за телевизионный фильм режиссёра Саймона Кёртиса «Дэвид Копперфилд».